# Toercommissaris
Een toercommissaris is een bestuurslid van een motor-, autoclub, toerfietsclub of wielervereniging.
De toercommissaris is verantwoordelijk voor de organisatie en/of coördinatie van evenementen van zijn of haar vereniging. De toercommissaris stelt daartoe een toerkalender op, waarop deze evenementen zijn aangegeven. Dit kunnen toertochten, puzzelritten, oriëntatieritten en dergelijke zijn. 
De toercommissaris kan dit zelf doen of hij stuurt en helpt andere leden hierbij. Soms staat hij of zij aan het hoofd van een toercommissie die ritten organiseert. 